# Санта-Брижида (Баия)
Санта-Брижида (порт. Santa Brígida)  —  муниципалитет в Бразилии, входит в штат Баия. Составная часть мезорегиона Северо-восток штата Баия. Входит в экономико-статистический  микрорегион Жеремоабу. Население составляет 19 538 человек на 2006 год. Занимает площадь 848,873 км². Плотность населения — 23,0 чел./км².

## Статистика
- Валовой внутренний продукт на 2003 год составляет 27 191 824,00 реалов (данные: Бразильский институт географии и статистики).
- Валовой внутренний продукт на душу населения на 2003 год составляет 1483,62 реалов (данные: Бразильский институт географии и статистики).
- Индекс развития человеческого потенциала на 2000 год составляет 0,530 (данные: Программа развития ООН).

## География
Климат местности: полупустыня.